# Soľ
Soľ é um município da Eslováquia, situado no distrito de Vranov nad Topľou, na região de Prešov. Tem 10,29 km² de área e sua população em 2018 foi estimada em 2.573 habitantes.

## Demografia
| Ano:        | 1994 | 2004    | 2014   | 2024   |
| ----------- | ---- | ------- | ------ | ------ |
| Broj ljudi: | 2001 | 2290    | 2505   | 2664   |
| Razlika:    |      | +14,44% | +9,38% | +6,34% |

| Ano:               | 2023 | 2024   |
| ------------------ | ---- | ------ |
| Número de pessoas: | 2641 | 2664   |
| Diferença:         |      | +0,87% |